# Bridge Artsakh
 Экономический форум BRIDGE ARTSAKH — главный ежегодный  экономический форум непризнанной Нагорно-Карабахской Республики. Форум создан в 2009 году, проходит под высоким патронажем президента НКР — Бако Саакяна, организован Союзом Промышленников и Предпринимателей Армении и Центром Содействия Международной Интеграции МАСТЕР. Официальный партнер Форума — Арцахский Инвестиционный Фонд.
Форум проходит в столице НКР, городе Степанакерт (Ханкенди).

## Bridge Artsakh 2009
С 19 по 21 июня в столице непризнанной Нагорно-Карабахской Республики Степанакерте прошёл первый после провозглашения НКР экономический форум. Форум прошёл под высоким патронажем президента НКР — Бако Саакяна, Правительства НКР, Правительства Армении под руководством премьер-министра Армении Тиграна Саркисяна, а также около 200 представителей бизнеса Армении, НКР, армянской диаспоры. Форум был посвящён теме «Государство и бизнес: от диалога к сотрудничеству», обсуждались различные вопросы бизнеса в НКР, новые бизнес проекты, перспективные направления бизнеса, инвестиций и экономики НКР, а также перспективы современного бизнеса в НКР.
Партнеры форума:
- Арцахский инвестиционный Фонд

## Bridge Artsakh 2010
С 26 по 28 июня в Степанакерте прошёл второй экономический форум с момента самопровозглашения НКР. Форум прошёл под высоким патронажем президента НКР — Бако Саакяна, Правительства НКР, Правительства Армении под руководством премьер-министра Армении Тиграна Саркисяна, а также участвуют предприниматели и руководители правительственных структур Нагорного Карабаха и Армении, а также представители армянской диаспоры, бизнесмены из Ирана, Украины, Беларуси, России.
Главная тема форума: Государственно-частное партнёрство — основа устойчивого развития экономики.
Обсуждаемые темы:
- Экономический потенциал Арцаха
- Роль объединений предпринимателей в развитии экономики региона
- Инновационные технологии в современном строительстве
- Особенности деятельности транспортного комплекса в период посткризисного развития
- Повышение эффективности использования IT технологий в бизнесе
- Роль современных Финансовых институтов в развитии экономики
- Перспективы устойчивого развития агропромышленного комплекса
- Современный бизнес и образование: пути эффективного сотрудничества
- Формирование Индустрии туризма, как важнейший фактор развития экономики

### Арцах Экспо 2010
В рамках форума впервые в регионе прошла выставка «Арцах-экспо», в которой от НКР участвовало 8 представителей малого и среднего бизнеса, от Армении и зарубежных стран — ещё более 10.